# Elfreda Chatman
Elfreda Annmary Chatman (12 de diciembre de 1942 - 15 de enero de 2002) fue una informatóloga estadounidense. Investigó el comportamiento humano de grupos concretos de población en los procesos de búsqueda y recuperación de información.

## Biografía
Elfreda Chatman, natural de Ohio, (EE. UU.), se licenció en psicología en la Universidad de Youngstown en 1971, doctorándose en la Universidad de California en Berkeley en Biblioteconomía en 1983; también realizó un máster universitario en Información y Documentación. En 1998, fue profesora en la Facultad de Información de la Universidad Estatal de Florida. También fue miembros de distintas asociaciones bibliotecarias y documentarias como la American Library Association durante las décadas de los 80 y 90, llegando a ser presidenta durante el binomio 1993-1994 del departamento de investigaciones bibliotecológicas.
Chatman, mientras trabaja en un plan de fomento de la lectura entre clases bajas y pobre, tomó conciencia de la brecha digital que se estaba produciendo en la sociedad con el avance de las tecnologías de la comunicación en la vida diaria. Por ello, investigó los procesos de búsqueda y recuperación de información en grupos de población muy definidos como podían ser mujeres separadas, jubilados o ancianos. También investigó esos mismos procesos con colectivos desfavorecidos como pobres o reclusos. 
Elfreda Chatman conceptualizó las normas y reglas a las que denominaría comportamiento informacionales, en que estos grupos están inmersos y, desde los cuales acceden, intercambian y comunican la información.  Dichos comportamientos moldearían el aprendizaje de dichas comunidades sobre cualquier aspecto del que quieran saber, si deben poner mucho énfasis o no, si es algo útil o no, etc. Las investigaciones de Elfreda Chatman suelen ser emparentadas con las realizadas por el filósofo Jürgen Habermas sobre la teoría que el hombre ocuparía un determinado lugar en la sociedad dependiendo de como maneje la información. La primera investigaría en un micro-nivel también llamado pequeños mundos, el segundo lo haría en un macro-nivel denominado mundos de la vida. 
Además, Chatman acuñó el término pobreza informacional para aquellas personas que en la sociedad de la información no posea capacidades y habilidades en el tratamiento que hagan de la información.
Elfreda Chatman publicó en 1992 un libro clave en Información y Documentación titulado The information world in retired women, premiado en varias ocasiones. También publicó The diffusion of information among the working poor antes, en 1984.
En 2005, la American Society of Information Science and Technology creó un premio con su nombre para condecorar aquellas investigaciones punteras en el estudio del comportamiento humano en la búsqueda de información.